# Sponsgaasvlieg
De sponsgaasvlieg (Sisyra nigra) is een insect uit de familie sponsvliegen (Sisyridae), die tot de orde netvleugeligen (Neuroptera) behoort. 
Sisyra nigra is voor het eerst wetenschappelijk beschreven door Retzius in 1783.